# 아인 (프로게이머)
아인(본명: 정희준, 2003년 2월 15일 ~ )은 대한민국의 리그 오브 레전드 프로게이머로 아이디는 Eign이다. 포지션은 미드라이너이며 현재 DRX에서 활동하고 있다.

## 선수 생활
2021시즌을 앞두고 DRX의 2군팀으로 콜업되면서 프로 커리어를 시작했다.

## 소속팀
| # | 팀명 | 소속 기간 | 소속 리그 | 비고 |
| - | ---- | --------- | --------- | ---- |
| 1 | DRX  | 2021.01   | LCK       |      |

## 수상 내역
- LCK 아카데미 시리즈 2020 8월 대회 우승
- LCK 아카데미 시리즈 2020 9월 대회 준우승
- LCK 아카데미 시리즈 2020 챔피언십 우승